# بيرند ريكسنجر
بيرند ريكسنجر (بالألمانية: Bernd Riexinger) (مواليد 30 تشرين الأول / أكتوبر 1955) هو سياسي ألماني عن حزب اليسار. تم تعيينه رئيساً مشاركاً للحزب، مع كاتيا كيبينج، في 2 يونيو 2012.